# Efe Ambrose
Efe Ambrose (Kaduna, 18 de outubro de 1988), é um futebolista Nigeriano que atua como zagueiro. Atualmente, joga pelo Hibernian.

## Títulos

### Bayelsa
- Campeonato Nigeriano de Futebol: 2008–09

### Kaduna United
- Nigerian FA Cup: 2010

### Celtic
- Scottish Premier League: 2012–13, 2013–14
- Copa da Escócia: 2012–13

### Nigéria
- Campeonato Africano das Nações: 2013